# Zeus och Roxanne
Zeus och Roxanne är en amerikansk familjefilm från 1997 i regi av George T. Miller. Den kretsar kring vänskapen mellan titelkaraktärerna Zeus och Roxanne, en hund respektive en delfin, och relationerna mellan de mänskliga karaktärerna som spelas av Steve Guttenberg, Kathleen Quinlan och Miko Hughes.
Filmen är producerad av Rysher Entertainment, filmen släpptes på bio i USA den 24 januari 1997 av Metro-Goldwyn-Mayer och tjänade in 7,2 miljoner dollar. Filmen fick blandade recensioner från kritiker.